# Nebeský pól
Nebeský pól, někdy také světový pól, je průsečík nebeské sféry se zemskou osou. Nebeské póly jsou pouze dva, a to severní a jižní.
Nebeské póly se jeví, jako by zůstávaly na nebeské sféře stále na stejném místě. Kvůli zemské precesi však opisuje poloha nebeského pólu kružnici, do stejné polohy se dostane pól každých 25 800 let (platónský rok).
Severní i jižní nebeský pól můžeme považovat za obdoby severního a jižního zeměpisného pólu. Proto byly nebeské póly odjakživa považovány za důležité orientační body. Severní nebeský pól leží nad severním zeměpisným pólem a díváme-li se na něj, díváme se zároveň k severu. Obdobné je to i pro jižní pól.
V severních zeměpisných šířkách leží nebeský pól v současné době v souhvězdí Malého medvěda blízko hvězdy Polárky (Severky). Jižní nebeský pól leží v souhvězdí Oktantu poblíž hvězdy σ Oct. K vyhledání jihu se spíše využívá Souhvězdí Jižního kříže, jehož delší osa ukazuje k jižnímu nebeskému pólu.